# William T. Stead

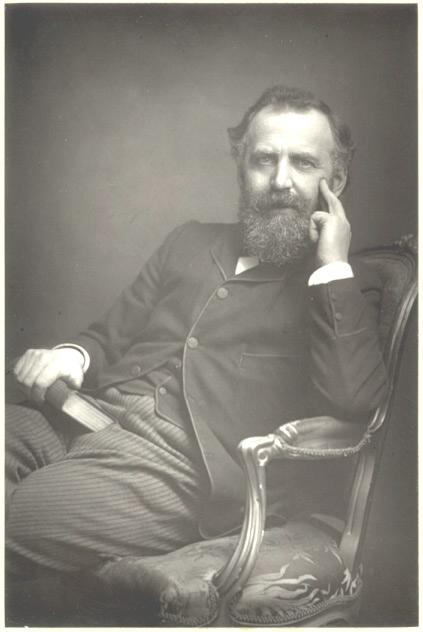
William T. Stead

William Thomas Stead (* 5. Juli 1849 in Embleton, Northumberland, England; † 15. April 1912 im Nordatlantik beim Untergang der Titanic) war ein britischer Journalist, Redakteur und Spiritist, der vor allem auf dem Gebiet des investigativen Journalismus tätig war und sich für die Friedensbewegung sowie für soziale und politische Reformen einsetzte.

## Anfänge als Journalist

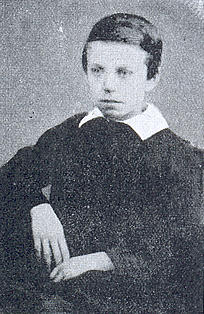
William T. Stead als Kind (um 1860)

William Thomas Stead kam 1849 in dem Dorf Embleton in der nordenglischen Grafschaft Northumberland als zweites von neun Kindern von Rev. William Stead (1814–1884) und dessen Frau Isabella, geb. Jobson (1824–1875) zu Welt. Der Vater hatte ursprünglich als Messerschmied gearbeitet, war aber seit 1848 kongregationalistischer Pfarrer der Gemeinde Embleton. Stead wurde zunächst zu Hause von seinem Vater unterrichtet und streng religiös erzogen. Von 1861 bis 1863 besuchte er die Silcoates School in Wakefield, West Yorkshire und ging danach mit 14 Jahren bei einem Kaufmann in Newcastle upon Tyne in die Lehre. Am 10. Juni 1873 heiratete er seine Jugendliebe Emma Lucy Wilson, mit der er sechs Kinder bekam: William (1874–1907), Henry (1875–1923), Alfred (1877–1933), Emma Wilson (1879–1966), John Edward (1883–1949) und Pearl Muller Stead (1889–1973).

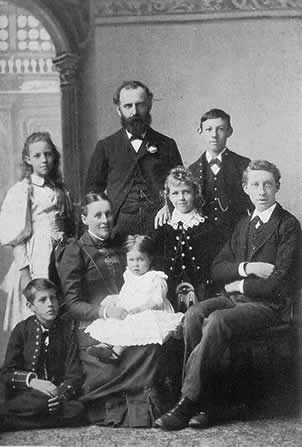
William T. Stead mit Ehefrau Emma und den sechs Kindern (um 1900)

Stead interessierte sich früh für Journalismus und wurde 1871 Redakteur des Northern Echo in Darlington. Diese Position hatte er inne, bis er im September 1880 nach London ging und als Assistenzredakteur für die landesweite Abendzeitung Pall Mall Gazette unter John Morley zu arbeiten begann. Als Morley 1883 in das House of Commons gewählt wurde, übernahm Stead dessen Posten als Chefredakteur. Dies blieb er bis 1889. Unter seiner Leitung entwickelte sich die Pall Mall Gazette weiter. Er veröffentlichte Extraausgaben und führte das bis dahin unbekannte journalistische Instrument des Interviews ein (1884 interviewte er persönlich den Generalmajor Charles George Gordon und 1886 den russischen Zaren Alexander III.).
Er machte sich durch seinen energischen Umgang mit öffentlichen Angelegenheiten und seinem modernen Präsentationsstil einen Namen. Insgesamt wird ihm ein großer Einfluss auf den britischen Journalismus Ende des 19. Jahrhunderts zugeschrieben. Stead war ein strikter Puritaner, der soziale Reformen anstrebte und sich der Presse als eines meinungsbeeinflussenden Instruments bewusst war. Außerdem war er ein Unterstützer der Heilsarmee und der Liberal Party.

## Kampf gegen Kinderprostitution
Im Jahr 1885 führte Stead einen Kreuzzug gegen Kinderprostitution, der als Eliza Armstrong Case (zu Deutsch in etwa „Der Fall Eliza Armstrong“) bekannt wurde. Stead veröffentlichte in der Pall Mall Gazette eine Reihe von damals als hochkontrovers betrachteten Artikeln unter der Bezeichnung The Maiden Tribute of Modern Babylon („Der Beitrag der Jungfrauen zum modernen Babylon“). Damit wollte er die damals nicht unübliche Kinderprostitution anprangern. Vor allem in Großstädten wie London wurde mit Minderjährigen gehandelt. Um der Öffentlichkeit zu demonstrieren, wie einfach es war, sich ein junges Mädchen zu kaufen, arrangierte er einen solchen Deal und schrieb darüber.

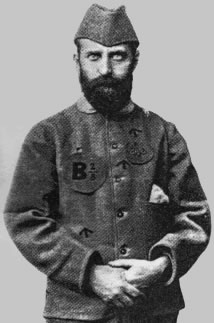
William T. Stead in seiner Gefängnisuniform (1885)

Mit der Hilfe des Heilsarmeeangehörigen Bramwell Booth und von Rebecca Jarrett, einer Bordellbesitzerin und ehemaligen Prostituierten, kam er mit der 13-jährigen Eliza Armstrong in Kontakt, deren mittellose, alkoholkranke Mutter Elizabeth dringend Geld benötigte. Jarrett organisierte ein Kaufgeschäft mit Elizabeth Armstrong, deren Tochter als „Haushälterin für einen älteren Mann“ arbeiten sollte. Jarrett war jedoch überzeugt davon, dass Elizabeth Armstrong genau wusste, dass sie ihre minderjährige Tochter in die Prostitution gab. Am 3. Juni 1885 wurde Eliza Armstrong für fünf Pfund Sterling verkauft. Noch am selben Tag wurde Eliza zu einer Hebamme und bekannten Abtreibungshelferin gebracht, die Eliza untersuchte und deren Jungfräulichkeit bestätigte. Anschließend wurde Eliza in ein Bordell gebracht, wo sie mit Chloroform betäubt wurde und auf die Ankunft ihres Käufers warten sollte.
Dieser entpuppte sich als William Stead. Stead wartete, bis Eliza erwachte. Sie schrie bei seinem Anblick. Stead hatte genug gesehen. Er ging umgehend nach Hause und begann an seinen Artikeln zu schreiben. Die Reihe The Maiden Tribute of Modern Babylon erwies sich als ungeahnter kommerzieller Erfolg. Selbst die Büros der Pall Mall Gazette wurden von Bürgern gestürmt, die eine Ausgabe erstehen wollten. Kopien aus zweiter Hand wurden für den zwölffachen Preis verkauft. Innerhalb weniger Tage erhielt Stead zahlreiche Telegramme, teilweise auch aus Übersee. Da er einen nationalen Skandal verhindern wollte, bat der Home Secretary Sir William V. Harcourt Stead, die Publikation der Artikel zu stoppen, was Stead ablehnte. Er wies die Pall Mall Gazette an, so lange zu drucken, bis kein Papier mehr da war.
Obwohl William Stead mit dieser Aktion aufklären wollte, kam er am 23. Oktober 1885 zusammen mit Rebecca Jarrett, der Hebamme Louise Mouret und dem Kontaktmittler Bramwell Booth wegen Menschenraubs und Zuhälterei vor Gericht. Den Vorsitz hatte Richter Richard Webster. Stead verteidigte sich selbst. Er konnte nicht beweisen, dass Elizabeth Armstrong ihre Tochter wissentlich in die Prostitution gegeben hatte. Außerdem war das Arrangement ohne Zustimmung des Vaters, Charles Armstrong, getroffen worden. Stead wurde zu drei Monaten Gefängnis verurteilt, welche er zunächst im Coldbath Fields Prison in London und dann im Holloway Prison absaß. Für den Rest seines Lebens wurde William Stead mit diesem Skandal in Verbindung gebracht.

## Weitere Karriere

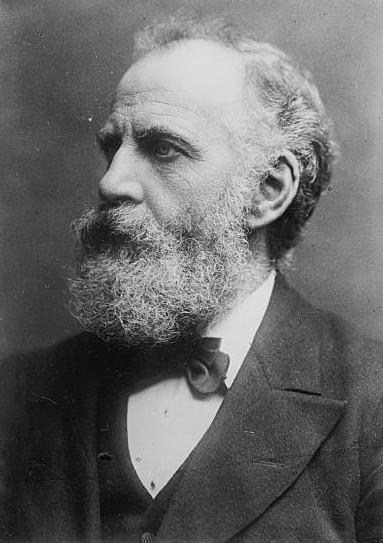
In späteren Jahren (1909)

Stead machte noch in einem weiteren Skandal von sich reden. 1886 wurde in Großbritannien der Crawford-Skandal publik. Der Parlamentarier und Kronrat Sir Charles Wentworth Dilke wurde beschuldigt, mit der jungen Ehefrau des Parlamentsabgeordneten Donald Crawford über zweieinhalb Jahre eine Affäre gehabt zu haben. Dies brachte ihn im Februar 1886 vor das Scheidungsgericht und brachte seine bis dahin steile Karriere fast zum Erliegen. Nach Dilkes umstrittener Entlastung brachte Stead eine Kampagne gegen ihn ins Rollen, die seine politische Rehabilitierung erschwerte. 1887 verurteilte er aufs Schärfste die Reaktionen der Londoner Polizei beim so genannten Bloody Sunday. Auf dem Londoner Trafalgar Square hatten sich am 13. November 1887 linke Gruppierungen zusammengeschlossen, um für Meinungsfreiheit und gegen die restriktive Politik der Tories zu demonstrieren. Der Protest wurde durch hunderte Polizisten und Leibgardisten blutig niedergeschlagen.
Nachdem Stead 1889 die Pall Mall Gazette verlassen hatte, gründete er 1890 das monatlich erscheinende Journal Review of Reviews, das bis 1893 in Großbritannien, den USA und Australien erschien. Von 1894 bis 1897 betrieb er das spiritistische Fachblatt Borderland, worin er seinen spiritistischen und psychologischen Interessen freien Lauf ließ. Er wurde außerdem ein enthusiastischer Unterstützer der Friedensbewegung und des Pazifismus. Er war ein enger Vertrauter von Cecil Rhodes, der ihn als einen seiner Testamentsvollstrecker vorsah. Unterstützung fand er auch bei der Frauenrechtlerin Millicent Garrett Fawcett, die ihn nach der Eliza Armstrong-Debatte für seine Leistung lobte.
1893 rief er das Daily Paper ins Leben, welches durch Anleihen von den eigenen Abonnenten finanziert werden sollte. Das System ging jedoch nicht auf, und aus dem Daily Paper wurde nie mehr als ein einmaliger Zusatz zu einer Ausgabe des Review of Reviews. 1904 versuchte er einen zweiten Anlauf mit einem neuen Konzept, der wiederum fehlschlug. Nach nur sechs Wochen wurde der Druck eingestellt. Dies führte bei Stead zu einem Nervenzusammenbruch und hatte fast seinen finanziellen Ruin zur Folge. Nach dieser Erfahrung verabschiedete er sich fast komplett vom Journalismus.

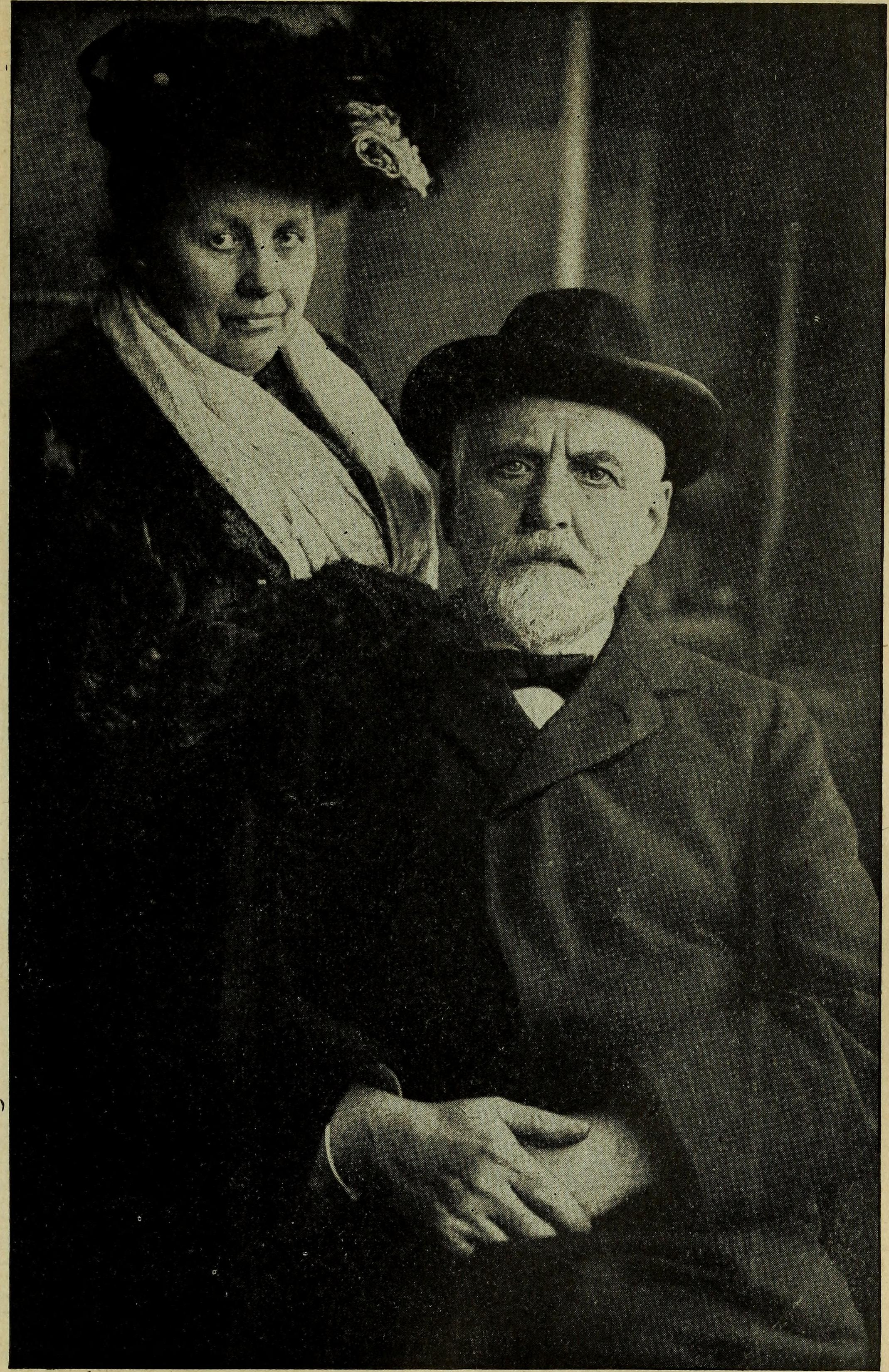
William T. Stead und seine Frau Emma (undatiert).

Im Lauf der Jahre festigte Stead seinen Ruf als Visionär und Vordenker durch viele weitere Publikationen zu breitgefächerten Themen wie The Truth About Russia (1888), If Christ Came to Chicago! (1894), Mrs. Booth (1900) und The Amercanisation of the World (1902). Als Friedenskämpfer verfolgte er die Haager Friedenskonferenzen von 1899 und 1907 und veröffentlichte während der viermonatigen Dauer der letzteren eine täglich erscheinende Zeitung. Im Friedenspalast von Den Haag steht bis heute eine Büste von ihm. Stead war außerdem ein Esperantist und unterstützte die Sprache Esperanto in seinem Magazin Review of Reviews. In den Jahren 1910 und 1911 führte Stead eine Kampagne gegen die italienische Aggressionspolitik in Nordafrika, die im Italienisch-Türkischen Krieg von 1911/12 gipfelte.

## Esperanto
Stead hatte Esperanto 1902 in Leipzig kennengelernt, wo ein Erfahrungsaustausch darüber stattfand, wie man Brieffreundschaften von Schülern aus verschiedenen Ländern fördern könnte. Der Gründer der Deutschen Zentralstelle für Internationalen Briefwechsel, der Gymnasiallehrer Martin Hartmann, zeigte Stead ein französisches Heft mit den Grundzügen des Esperanto und meinte, das sei die Zukunft. Stead schrieb darüber im Oktober 1902 in „The Review of Reviews“ den Beitrag „Wanted: An International Language. A Plea for the Study of Esperanto“ mit einer Darstellung der wesentlichen Grundzüge des Esperanto. Von nun an erschien in jeder Ausgabe von „The Review of the Reviews“ eine halbe Seite mit Esperanto-Themen. Diese hieß anfangs „The Auxiliary International Language“, dann „The International Key Language“, später „Learning Languages by Letter-Writing“.
Stead förderte die Bildung einer Esperanto-Gruppe in London und stellte einen Raum in „Mowbray House“, wo sich auch die Redaktion befand, zur Verfügung, der „The Sanctum“ genannt wurde und von Gruppen zu Zusammenkünften genutzt werden konnte, die über keine finanziellen Mittel verfügten. Er selbst wurde Kassierer des neu gegründeten Londoner Esperanto-Klubs. Sein Verlag produzierte und vertrieb preiswerte Lehr- und Wörterbücher, für die er in „The Review of the Reviews“ Anzeigen schaltete.
Stead nahm an den wesentlichen großen Esperanto-Kongressen seiner Zeit teil, wo er Pazifisten aus anderen Ländern begegnete, etwa Alfred Hermann Fried, Henri La Fontaine und Gaston Moch. An der Organisation des dritten Welt-Esperanto-Kongresses in Cambridge 1907 war er maßgeblich beteiligt. Die Teilnehmer wurden bei einem Empfang der Stadt London von Sir Thomas Vezey Strong auf Esperanto begrüßt, einem alten Freund von Stead, der später zum Bürgermeister gewählt wurde und in seiner offiziellen Funktion den Kontakt mit Esperantisten im Ausland pflegte, etwa bei einem Besuch in Prag 1911.
Auf den tragischen Tod von Stead reagierten viele Esperanto-Zeitschriften mit Nachrufen, die seine aktive Unterstützung des Esperanto hervorheben.

## Spiritismus
Stead interessierte sich auch sehr für Spiritismus und behauptete von sich, für Nachrichten aus der Geisterwelt empfänglich und der Écriture automatique mächtig zu sein. Seine Verbindung zur Geisterwelt soll nach seiner Aussage der Geist der amerikanischen Journalistin und Anhängerin der Abstinenzbewegung Julia Ames gewesen sein, die er kurz vor ihrem Tod 1890 kennengelernt hatte. 1909 gründete er Julia’s Bureau, wo sich Nachfragende Informationen von Medien holen konnten. In vielen seiner spiritistischen Schriften veröffentlichte Stead Skizzen von sinkenden Schiffen oder von sich selbst beim Ertrinken.
Generell zeichnete Stead das Bild einer nahenden Tragödie auf See. Am 22. März 1886 veröffentlichte er einen fiktiven Artikel mit der Überschrift How the Mail Steamer Went Down in Mid-Atlantic, by a Survivor („Wie der Postdampfer mitten im Atlantik sank, [Bericht] von einem Überlebenden“). Darin schilderte er den Untergang eines Ozeandampfers nach der Kollision mit einem anderen Schiff und den hohen Verlust von Menschenleben wegen nicht ausreichender Rettungsboote. Er kam zu folgender Schlussfolgerung: „Das ist exakt, was passieren kann und passieren wird, wenn Schiffe mit zu wenigen Rettungsbooten in See stechen“. 1892 veröffentlichte Stead eine ähnliche fiktive Geschichte mit dem Titel From the Old World to the New, in der der White Star-Dampfer Majestic die Überlebenden eines anderen Schiffes aufnimmt, das nach einer Kollision mit einem Eisberg gesunken war.

## Tod auf der Titanic

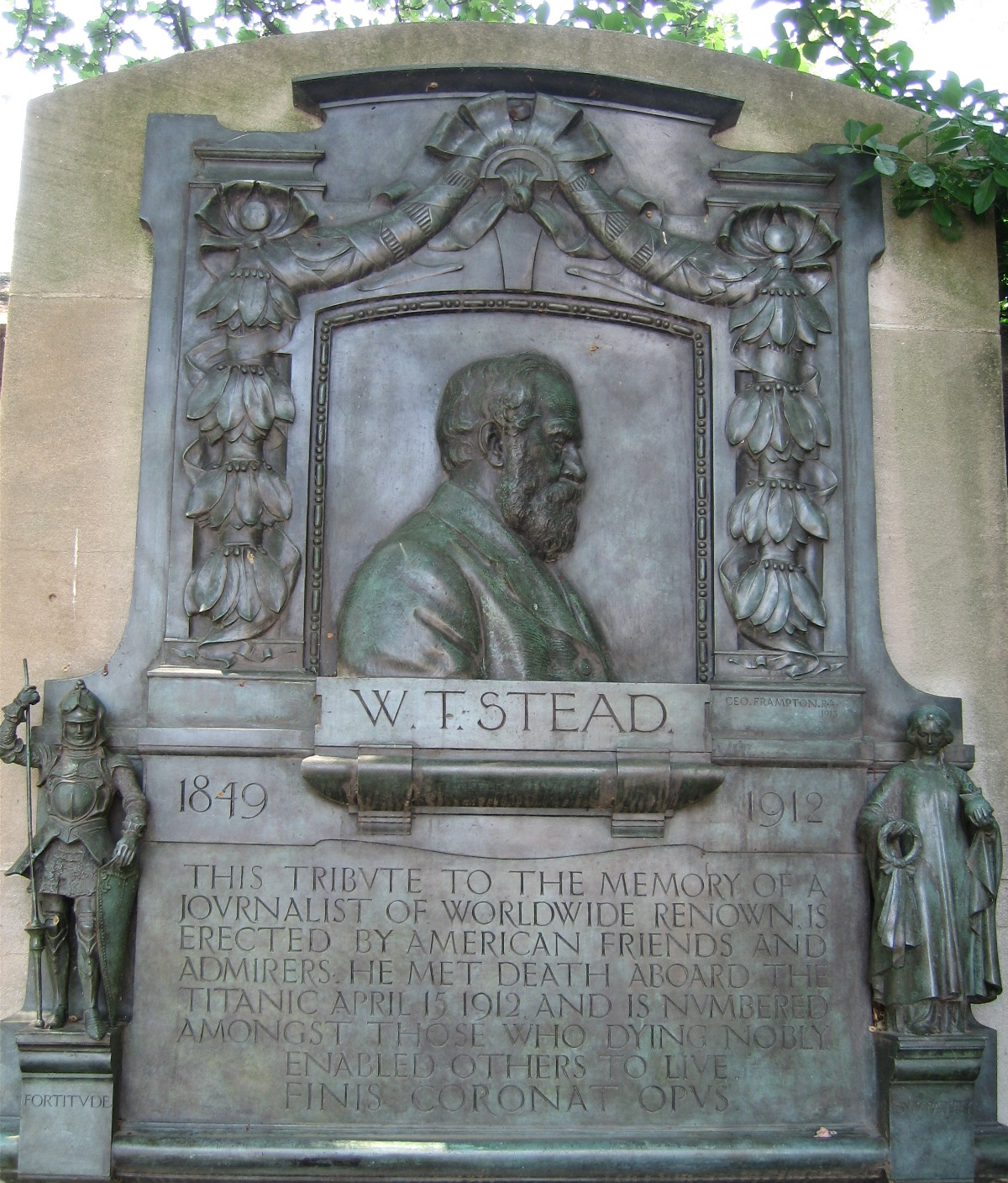
Gedenkplakette im New Yorker Central Park

1912 wurde Stead von US-Präsident William Howard Taft gebeten, am 21. April an einer Friedenskonferenz in der Carnegie Hall in New York teilzunehmen. Aus diesem Grund ging Stead am 10. April 1912 als Passagier in Southampton an Bord der Titanic, die an diesem Tag zu ihrer Jungfernfahrt nach New York auslief. Er belegte eine Kabine Erster Klasse auf dem C-Deck. Nach der Kollision der Titanic mit dem Eisberg am späten Abend des 14. April versuchte Stead nicht, in eines der Rettungsboote zu gelangen. Er half jedoch einigen Frauen und Kindern in die Boote.
Nachdem alle Boote weg waren, begab er sich in den Rauchsalon der Ersten Klasse auf dem A-Deck. Dort wurde er zuletzt gesehen, wie er vollkommen ruhig in einem Ledersessel sitzend ein Buch las. Der überlebende Erste-Klasse-Passagier Philipp Mock behauptete jedoch einem Reporter des Worcester Telegram gegenüber, er habe Stead zusammen mit John Jacob Astor auf einem Rettungsfloß gesehen. William Stead kam bei dem Untergang ums Leben. Seine Leiche wurde nie gefunden.
Nach seinem Tod gründeten einige seiner Anhänger in Chicago eine spiritistische Organisation namens William T. Stead Memorial Center. Die Gruppe veröffentlichte mehrere Bücher, die zum größten Teil von dem Journalisten und Autoren Lloyd Kenyon Jones geschrieben wurden. Im Churchill Archives Center in Cambridge befinden sich heute 14 Kisten mit Papieren von William Stead, darunter ein Tagebuch aus seiner Haftzeit 1885 sowie Briefwechsel mit Personen wie Sir Arthur Conan Doyle, William Ewart Gladstone und Christabel Pankhurst. Auch in der Women’s Library der London Metropolitan University werden Papiere von ihm aufbewahrt.

## Schriften
- Der Krieg zwischen Arbeit und Kapital in den Vereinigten Staaten mit besonderer Beziehung auf Chicago. Übers. von Max Pannwitz. Stuttgart: Lutz, 1894.